# 28. avgust
28. avgust je 240. dan leta (241. v prestopnih letih) v gregorijanskem koledarju. Ostaja še 125 dni.

## Dogodki
- 1619 – Ferdinand II. Habsburški postane rimsko-nemški cesar
- 1914:
  - Avstro-Ogrska napove vojno Belgiji
  - bitka za Helgoland
- 1940 – prevrat v Brazzaville-u; FEA (Francoska ekvatorialna Afrika) se pridruži Svobodni Franciji
- 1943 – Tretji rajh prevzame izvršilno oblast na Danskem
- 1944 – zavezniki osvobodijo Grenoble in Marseille
- 1945 – Mao Dzedung in Čang Kaj-Šek se srečata v Čunkingu
- 1957 – senator Strom Thurmond začne najdaljši (24 ur, 19 minut) govor v zgodovini ameriškega Senata
- 1963 – častiti Martin Luther King mlajši na washingtonskem zborovanju Afroameričanov pove svoj znameniti govor »I have a dream«
- 1975 – Francija pošlje na Korziko vojsko in policijo, da bi zatrla demonstracije prebivalcev, ki zahtevajo avtonomijo
- 1988 – v trčenju dveh skupin letal na letalskem mitingu v Ramsteinu umre 49 ljudi , ranjenih in opečenih pa je več kot 500 gledalcev
- 1995 – eksplozija bombe na sarajevski tržnici Markale ubije 37 ljudi
- 1996 – uradno začne veljati razveza zakona med princem Charlesom in Diano Spencer
- 2007 – za 11. predsednika Turčije je bil izvoljen Abdullah Gül

## Rojstva
- 1025 – cesar Go-Reizei, 70. japonski cesar († 1068)
- 1312 – Henrik XV., vojvoda Spodnje Bavarske († 1333)
- 1366 – Jean Le Maingre, francoski vojskovodja, maršal († 1421)
- 1749 – Johann Wolfgang von Goethe, nemški pisatelj, humanist, filozof († 1832)
- 1760 – Štefan Baler, slovenski pisatelj, luteranski duhovnik, kantor in učitelj, šomodski dekan in šolski nadzornik († 1835)
- 1800 – Franc Hül, katoliški duhovnik, zgodovinopisec in dekan Slovenske okrogline († 1880)
- 1801 – Antoine-Augustin Cournot, francoski matematik, ekonomist, filozof († 1877)
- 1814 – Sheridan Le Fanu, irski pisatelj († 1873)
- 1833 – sir Edward Coley Burne-Jones, angleški slikar († 1898)
- 1851 – Ivan Tavčar, slovenski pisatelj, politik († 1923)
- 1866 – Matej Hubad, slovenski zborovodja, pedagog († 1937)
- 1886 – Avgust Pavel, slovenski jezikoslovec, etnolog († 1946)
- 1887 – Števan Kühar, slovenski politik in urednik († 1922)
- 1894 – Angelo Cerkvenik, slovenski dramatik, pisatelj († 1981)
- 1897 – Charles Boyer, francosko-ameriški filmski igralec († 1978)
- 1897 – Louis Wirth, ameriški sociolog († 1952)
- 1903 – Bruno Bettelheim, avstrijski psiholog († 1990)
- 1908 – Ludvik Čepon, slovensko-ameriški filozof, župnik in profesor teologije († 1985)
- 1912 – George Eric Deacon Alcock, angleški učitelj, ljubiteljski astronom († 2000)
- 1916 – Charles Wright Mills, ameriški sociolog († 1962)
- 1925 – Donald O'Connor, ameriški plesalec († 2003)
- 1925 – Arkadij Natanovič Strugacki, ruski pisatelj, scenarist († 1991)
- 1930 – Ben Gazzara, ameriški filmski igralec († 2012)
- 1938 – Paul Martin, kanadski predsednik vlade
- 1940 – William Cohen, ameriški politik
- 1965 – Shania Twain, kanadska country in pop pevka
- 1975 – Senad Tiganj, slovenski nogometaš
- 1982 – Anders Bardal, norveški smučarski skakalec
- 1982 – LeAnn Rimes, ameriška pevka
- 1983 – Manuela Mölgg, italijanska alpska smučarka
- 1990 – Bojan Krkić, srbsko-španski nogometaš

## Smrti
- 430 – Avguštin iz Hipona, svetnik, krščanski teolog, škof in filozof (* 354)
- 770 – Koken, japonska cesarica (* 718)
- 876 –  Ludvik II. Nemški, kralj Vzhodnofrankovskega kraljestva (* okoli 810)
- 1055 – cesar Xingzong, dinastija Liao (* 1016)
- 1149 – Mu'in al-Din Anur, emir Damaska
- 1231 – Eleanora Portugalska, princesa, danska kraljica (* 1211)
- 1341 – Leon IV., kralj Kilikijske Armenije (* 1309)
- 1613 – Michel Roset, švicarski politik (* 1534)
- 1645 – Hugo Grocius, nizozemski pravnik, filozof, pesnik (* 1583)
- 1654 – Axel Gustafsson Oxenstierna, švedski državnik (* 1583)
- 1727 – Aert de Gelder, nizozemski slikar (* 1645)
- 1757 – David Hartley, angleški filozof in psiholog (* 1705)
- 1900 – Henry Sidgwick, angleški filozof (* 1838)
- 1914 – Anatolij Konstantinovič Ljadov, ruski skladatelj (* 1855)
- 1915 – Alojz Dravec, slovenski porabski pisatelj in etnolog (* 1866)
- 1943 – Boris III., bolgarski kralj (* 1894)
- 1959 – Bohuslav Martinů, češki skladatelj (* 1890)
- 1960 – Anton Lajovic, slovenski skladatelj (* 1878)
- 1978 – Robert Shaw, angleško-ameriški igralec (* 1927)
- 1980 – Beno Zupančič, slovenski pisatelj, publicist (* 1925)
- 1984 – Mohamed Nagib, egiptovski častnik, državnik (* 1901)
- 1987 – John Marcellus Huston, ameriški filmski režiser (* 1906)
- 1998 – Paul Grice, angleški jezikoslovec in filozof (* 1913)
- 2015 – Marjan Šef, slovenski rimskokatoliški duhovnik, profesor in zdravnik (*1932)
- 2022 – Ivo Hvalica, slovenski politik in gradbenik (* 1936)